# Platani (rivier)

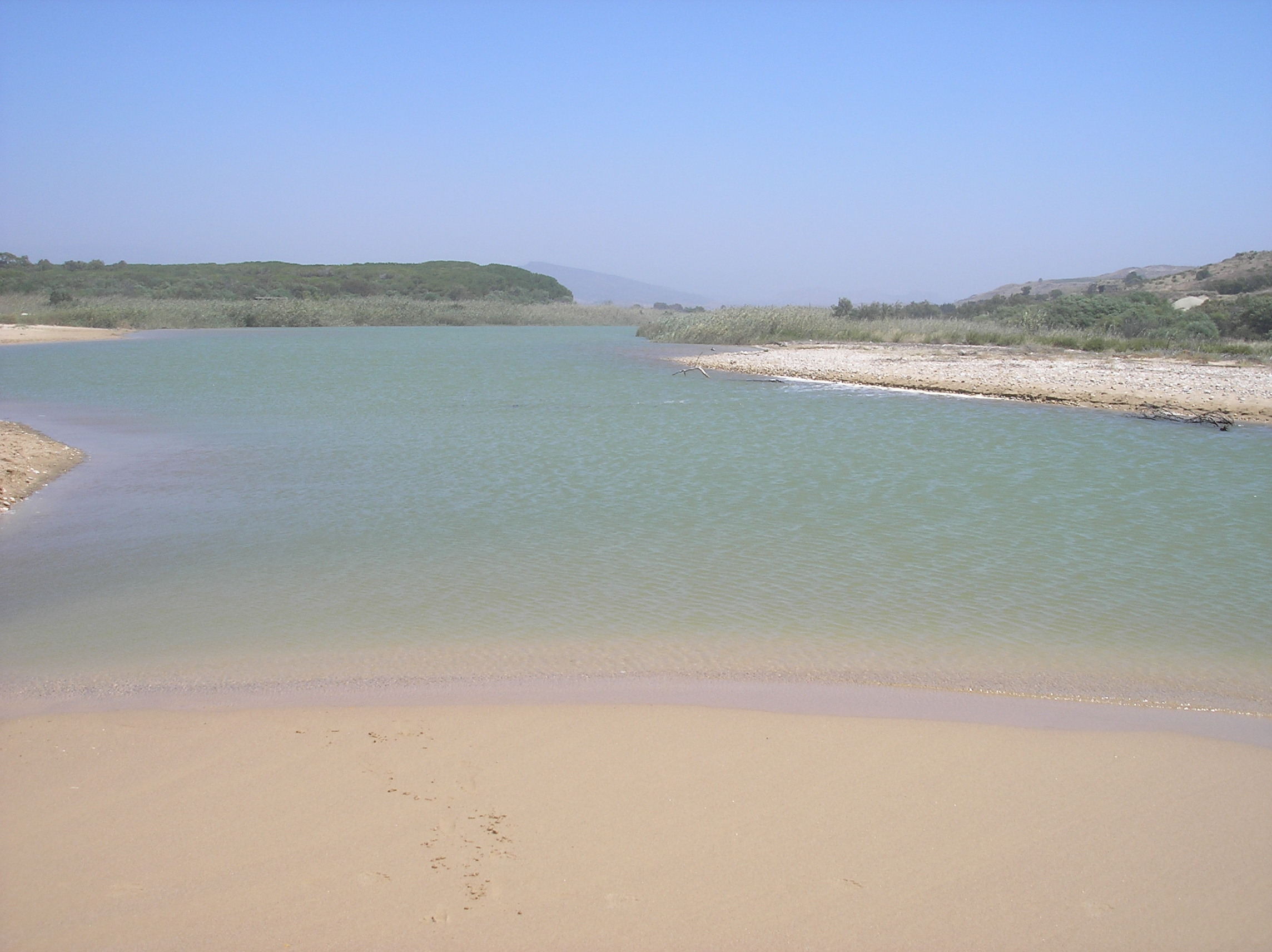
De monding van de Platani

De Platani is qua grootte de derde rivier van Sicilië. De rivier is ruim 100 kilometer lang en stroomt van het centrum van het eiland naar het zuidwesten. De monding ligt bij het antieke Heraclea Minoa, halverwege Agrigento en Selinunte. Vanaf 2008 zal het gebied van de monding van de Platani hoogstwaarschijnlijk het eerste officieel erkende naturistenstrand van Sicilië vormen.
De Platani werd in de oudheid Halykos genoemd. In 306 v. Chr. werd de Halykos bij verdrag tot grensrivier tussen het gebied onder Griekse en dat onder Carthaags/Phoenicische invloedssfeer.
- Virtual International Authority File: 238795096